# Voici venu le temps
Voici venu le temps è un film del 2005 scritto e diretto da Alain Guiraudie.

## Trama
I guerrieri dell'Obitania sono inviati all'inseguimento di Manjas-Kébir, l'inafferrabile bandito che ha rapito la figlia di Rixo Lomadis Bron, ricco proprietario terriero che domina sui pastori di Montagna Viola, anche se il gran guerriero Radovan Remila Stoï si pronuncia contro questa decisione. Un altro guerriero, Fogo Lompla, comincia dunque a porsi delle domande sulla vera natura di Manjas-Kébir e la sua lotta per la liberazione dei pastori, oltre che sulla propria vita professionale e sentimentale.

## Produzione
In seguito al flop di Non c'è pace per Basile, Guiraudie non ha potuto contare su finanziamenti da parte di reti televisive come Canal+ ed Arte: il film è stato dunque girato in quattro settimane con un budget di 700 000 €.

## Distribuzione
Il film è stato distribuito nelle sale cinematografiche francesi a partire dal 13 luglio 2005. In Italia, è stato presentato in anteprima in concorso al Torino Film Festival nel novembre dello stesso anno.